# 中央军委国防动员部动员征集局
中央军委国防动员部动员征集局，位于北京市，是中央军事委员会国防动员部下属局，负责动员征集工作。

## 沿革
在深化国防和军队改革中，2016年1月组建中央军事委员会国防动员部。中央军委国防动员部新设中央军委国防动员部动员征集局。董武出任该局第一任局长。

## 机构设置
- 征集处[2]

## 历任局长
| 中央军委国防动员部动员征集局局长 - 董武（2016年—） | 中央军委国防动员部动员征集局副局长 - 陈博（2016年—） |